# De gröna baskrarna (film)
De gröna baskrarna (originaltitel The Green Berets) är en amerikansk krigsfilm från 1968. Filmen regisserades av Ray Kellogg och John Wayne, baserad på romanen De gröna baskrarna skriven av Robin Moore som handlar om soldater i specialförbandet i USA:s armé, gröna baskrarna. Wayne spelar huvudrollen, var medregissör och producent. Filmen spelades huvudsakligen in under 1967 vid Fort Benning i Georgia.
Förebilden för John Waynes rollfigur Mike Kirby ska enligt författaren till boken Green Berets, vara den finsk-amerikanske soldaten Lauri Törni.
En version av Ballad of the Green Berets användes som titelsång i filmen.

## Rollista (i urval)
- John Wayne - Col. Mike Kirby
- David Janssen - George Beckworth
- Jim Hutton - Sgt. Petersen
- Aldo Ray - Sgt. Muldoon
- Raymond St. Jacques - Doc McGee
- Bruce Cabot - Col. Morgan
- Jack Soo - Col. Cai
- George Takei - Capt. Nim
- Patrick Wayne - Lt. Jamison
- Luke Askew - Sgt. Provo
- Irene Tsu - Lin

## Mottagande
Filmen har kritiserats för att glorifiera Vietnamkriget under en tid när kriget var mycket kontroversiellt. Filmkritikern Roger Ebert gav filmen noll stjärnor av fyra och skrev att filmen är "stötande, inte bara mot de som opponerar sig mot Amerikas hållning, men även mot de som stödjer den."  och "vad vi sannerligen inte behöver är en film som skildrar Vietnam i termer av cowboys och indianer. Det är grymt och oärligt och ovärdigt de tusentals som har dött där."
Filmen fick premiär i Sverige först tre år efter urpremiären eftersom ingen av biografkedjorna ville befatta sig med den på grund av den starka opinion mot Vietnamkriget som fanns i Sverige på den tiden.